# Чесноков, Макарий Иванович
Мака́рий Ива́нович Чесноко́в (6 августа 1900 года, Нижний Новгород — 29 декабря 1942 года, погиб на Воронежском фронте) — советский военный деятель, полковник (29.11.1935).

## Начальная биография
Макарий Иванович Чесноков родился 6 августа 1900 года в Нижнем Новгороде.

## Военная служба

### Гражданская войны
В августе 1919 года был призван в ряды РККА и направлен во 2-й конно-горный артиллерийский дивизион, формировавшийся для отправки на фронт, а затем служил ездовым и младшим слесарем дивизиона, принимая участие в боевых действиях на Туркестанском фронте.
В мае 1920 года был направлен на учёбу во 2-ю Московскую артиллерийскую школу.

### Межвоенное время
После окончания школы с сентября 1923 года служил в 17-й стрелковой дивизии на должностях командира батареи, начальника разведки 17-го легкого артиллерийского дивизиона, командира и политрука полковой артиллерийской батареи 49-го стрелкового полка и командира батареи 17-го артиллерийского полка. В октябре 1927 года был направлен на учёбу в Военную академию имени М. В. Фрунзе, после окончания которой с мая 1930 года служил в штабе механизированной бригады имени К. Б. Калиновского на должностях начальника 2-го отделения и начальника тыла бригады. В мае 1934 года был назначен на должность начальника 5-го отдела штаба 5-го механизированного корпуса.
В январе 1935 года был направлен на учёбу на академические курсы технического усовершенствования комсостава при Военной академии механизации и моторизации, после окончания которых в мае того же года был назначен на должность начальника штаба, а затем — на должность помощника командира по строевой части 18-й танковой бригады (Белорусский военный округ), а в апреле 1938 года — на должность помощника командира по строевой части 25-й танковой бригады, после чего принимал участие в боевых действиях во время советско-финской войны, за боевые заслуги награждён орденом Красной Звезды.
В июле 1940 года был назначен на должность заместителя командира 3-й танковой дивизии, а в марте 1941 года — на должность командира 24-й танковой дивизии (10-й механизированный корпус, Ленинградский военный округ).

### Великая Отечественная война
С июля 1941 года дивизия вела боевые действия на Лужском оборонительном рубеже. В октябре 1941 года дивизия из-за больших потерь в боевой технике и отсутствия подготовленных кадров была расформирована, а полковник Чесноков назначен на должность командира 125-й танковой бригады, принимавшей участие в ходе оборонительных боевых действий в составе Ленинградского фронта.
В августе 1942 года был назначен на должность командира 12-го танкового корпуса, после чего принимал участие в боевых действиях во время контрудара против 2-й танковой армии противника южнее Козельска. С сентября по ноябрь корпус находился в резерве Ставки Верховного Главнокомандования, а в декабре был передан Воронежскому фронту. 29 декабря 1942 года полковник Макарий Иванович Чесноков погиб при артиллерийском обстреле.

## Награды
- Орден Красной Звезды;
- Юбилейная медаль «XX лет Рабоче-Крестьянской Красной Армии».